# Кошман Володимир Миколайович
Володи́мир Микола́йович Ко́шман — сержант Збройних сил України, 3-й окремий полк спеціального призначення.

## З життєпису
Брав участь у міжнародних змаганнях Cambrian Patrol 2013.

## Нагороди
за особисту мужність і героїзм, виявлені у захисті державного суверенітету та територіальної цілісності України, вірність військовій присязі під час російсько-української війни, відзначений — нагороджений
- 27 червня 2015 року — орденом Богдана Хмельницького III ступеня.